# Каленная
Каленная (укр. Каленна) — село, входит в Сквирский район Киевской области Украины.
Население по переписи 2001 года составляло 406 человек. Почтовый индекс — 09045. Телефонный код — 4568. Занимает площадь 2,7 км². Код КОАТУУ — 3224082301.

## Местный совет
09045, Київська обл., Сквирський р-н, с.Каленна, вул.Набережна